# Cantó de Sent Sarnin de Rance
El cantó de Sent Sarnin de Rance és un cantó francès del departament de l'Avairon, situat al districte de Millau. Té 14 municipis i el cap cantonal és Sent Sarnin de Rance.

## Municipis
- Balaguièr de Rance
- La Bastida de Solatge
- Brasc
- Combret
- Copiac
- La Val e Ròcacesièira
- Martrinh
- Montclar
- Montfranc
- Plasença (Avairon)
- Postòmis
- Sant Jòri
- Sent Sarnin de Rance
- La Sèrra

## Història
| Data d'elecció                           | Identitat         | Partit    | Qualitat |
| ---------------------------------------- | ----------------- | --------- | -------- |
| 1931-1967                                | Adrien Viguier    |           |          |
| 1979-1992                                | Jacques Godfrain  | RPR       |          |
| 1992-2004                                | Jean-Marie Sirgue | UDF       |          |
| 2004-                                    | Claude Boyer      | Les Verts |          |
| les dades anteriors no són pas conegudes |                   |           |          |
|                                          |                   |           |          |

## Demografia
| 1962  | 1968  | 1975  | 1982  | 1990  | 1999  | 2006  |
| ----- | ----- | ----- | ----- | ----- | ----- | ----- |
| 4.717 | 5.430 | 4.732 | 4.321 | 3.718 | 3.403 | 3.463 |